# Jake Kumerow
Jake Anthony Kumerow (Bartlett, 17 febbraio 1992) è un giocatore di football americano statunitense che milita nel ruolo di wide receiver per i Buffalo Bills della National Football League (NFL).

## Carriera

### Cincinnati Bengals
Kumerow firmò con i Cincinnati Bengals dopo non essere stato scelto nel Draft NFL 2015. Fu svincolato il 5 settembre 2015 e firmò con la squadra di allenamento il giorno successivo, dove trascorse la sua intera stagione da rookie. L'11 gennaio 2016 rifirmò con i Bengals.
Kumerow fu svincolato dai Bengals il 3 settembre 2016, firmando con la squadra di allenamento il giorno successivo. Fu promosso nel roster attivo il 27 dicembre 2016.
Il 9 agosto 2017, Kumerow fu inserito in lista infortunati per un problema alla caviglia. Fu svincolato il 22 settembre 2017.

### New England Patriots
Il 26 ottobre 2017, Kumerow firmò con la squadra di allenamento dei New England Patriots. Fu svincolato il 9 novembre 2017.

### Green Bay Packers
Il 26 dicembre 2017, Kumerow firmò con la squadra di allenamento dei Green Bay Packers. Il 2 gennaio 2018 rifirmò con la squadra.
Il 3 settembre 2018, Kumerow fu inserito in lista infortunati. Vi uscì il 1º dicembre 2018 e debuttò nella NFL il giorno successivo, nella sconfitta della settimana 13 contro gli Arizona Cardinals, facendo registrare la prima ricezione su passaggio da 11 yard di Aaron Rodgers. Il 23 dicembre segnò il suo primo touchdown su una ricezione da 49 yard contro i New York Jets al MetLife Stadium.
L'11 marzo 2019 Kumerow rifirmò con i Packers. Quell'anno per la prima volta in carriera riuscì a trovare spazio, chiudendo con 14 presenze (4 come titolare), con 12 ricezioni per 219 yard e un touchdown.